# Алцай
Алцай (на немски: Alzey) е град в регион Рейнхесен в Рейнланд-Пфалц, Германия със 17 509 жители (към 31 декември 2012).
Градът се намира на ок. 30 км югозападно от Майнц и на ок. 22 км (въздушна линия) северозападно от Вормс.